# Cattedrale di Marsiglia
La cattedrale di Santa Maria Maggiore (in francese: Cathédrale Sainte-Marie-Majeure o La Major, dal suo nome occitano, molto più conosciuto tra la popolazione di Marsiglia) è una cattedrale cattolica in stile neobizantino che si trova nella città di Marsiglia.

## Storia e descrizione
Dal V secolo, numerosi edifici religiosi si succedettero in questo luogo. L'attuale cattedrale s'innalza a ovest delle vestigia dell'antica cattedrale romanica, la chiesa della vieille Major, ma la distruzione di quest'ultima e lo scavo per le fondazioni dell'attuale cattedrale hanno rivelato l'esistenza di una terza chiesa paleocristiana e di un grande battistero.
La cattedrale venne realizzata tra il 1852 e il 1893, su progetto dell'architetto Léon Vaudoyer, in un periodo di notevole crescita economica, sociale e demografica della città provenzale.
Decisa da Eugène de Mazenod, la costruzione d'una nuova cattedrale ebbe inizio nel 1852. Fu il principe-presidente Luigi-Napoleone Bonaparte che pose la prima pietra il 26 settembre di quell'anno.
Con il suo allestimento in pietre alternativamente verdi e bianche, quest'edificio d'ispirazione bizantina (impiego di mosaici e cupole) giustappone elementi romanici e gotici.
La pianta è a croce latina. La presenza contemporanea di campanili e di cupole è dovuta alla volontà dell'architetto di far riferimento all'Occidente e all'Oriente, sul modello della cattedrale di Notre-Dame des Doms ad Avignone, ma le sue cupole ricordano quelle delle chiese di Costantinopoli.
Strutturata come un edificio tripartito composto di un portico monumentale inquadrato tra due torri, di un'imponente navata e di un massiccio raggruppante i santuari, la cattedrale forma un insieme architettonico straordinario, che non ebbe equivalenti in tutto il XIX secolo. I lavori di costruzione durarono quarant'anni e, ancora ai nostri giorni, i rivestimenti previsti per le volte e le cupole non sono del tutto terminati.

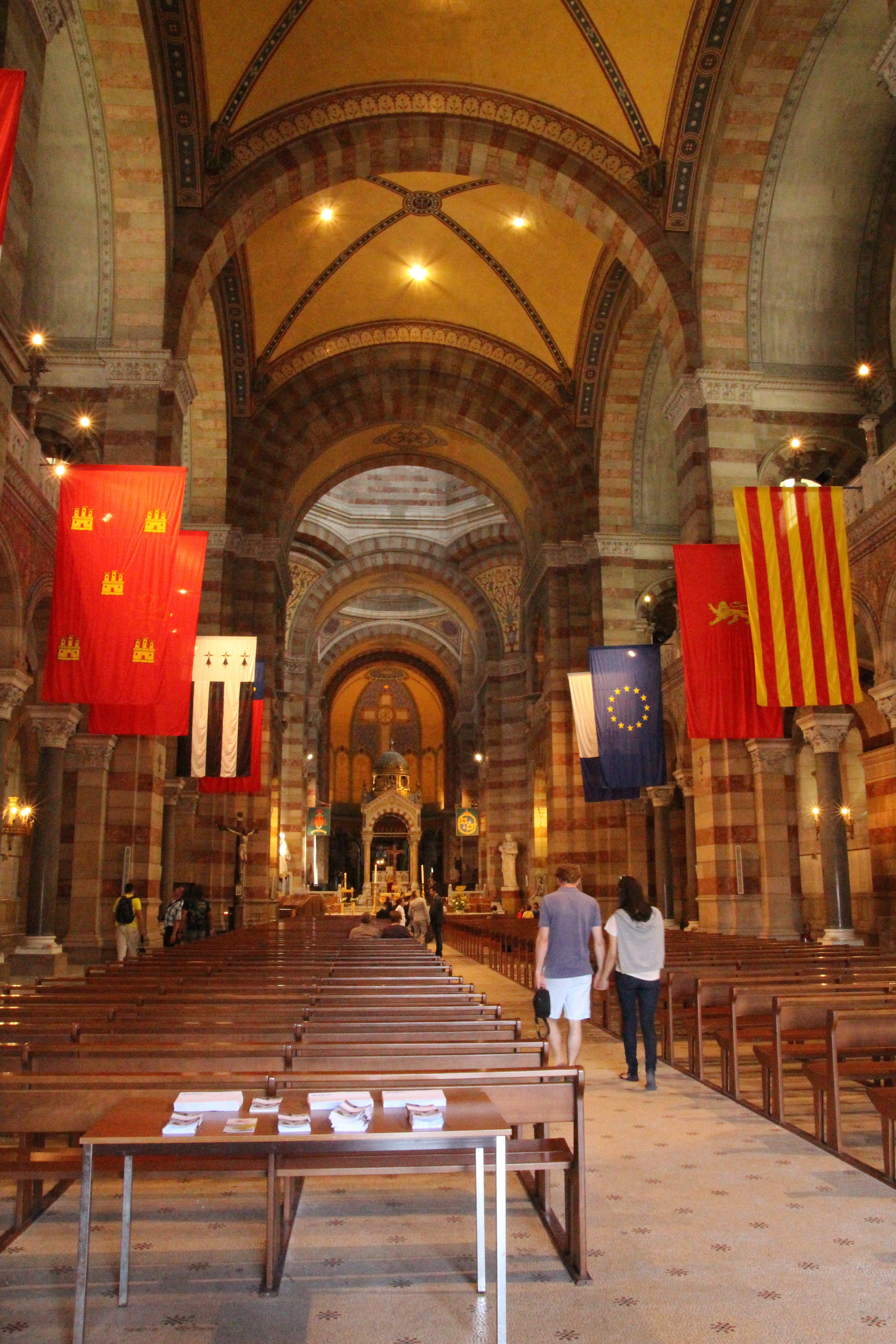
Interno della cattedrale

I materiali utilizzati per la costruzione di questa cattedrale sono svariati: pietra verde di Firenze, marmo bianco di Carrara, pietre di Cassis e del Gard, onice d'Italia e della Tunisia, mosaici di Venezia.
Il Vaudoyer non vide la fine dell'opera, poiché morì nel 1872. Il suo lavoro fu proseguito dal suo allievo Henri-Jacques Espérandieu, che tuttavia morì a sua volta solo due anni dopo e la cattedrale fu portata a termine dall'architetto Edoardo Ballabio.
La cattedrale di Marsiglia è stata elevata al rango di basilica minore da papa Leone XIII il 24 gennaio 1896 ed è sede dell'arcidiocesi di Marsiglia. È stata classificata come monumento storico nel 1906.

### Dimensioni
La cattedrale ha una lunghezza di 142 metri; le torri del portico hanno un'altezza di 60 metri; la navata s'innalza a 20 metri; il culmine della cupola centrale raggiunge i 70 metri e la cupola ha un diametro di 17,5 metri. Il coro è cinto da un deambulatorio molto lungo, contornato da cappelle disposte a raggiera.
Le dimensioni della cattedrale permettono di accogliere 3.000 persone.

## Galleria d'immagini

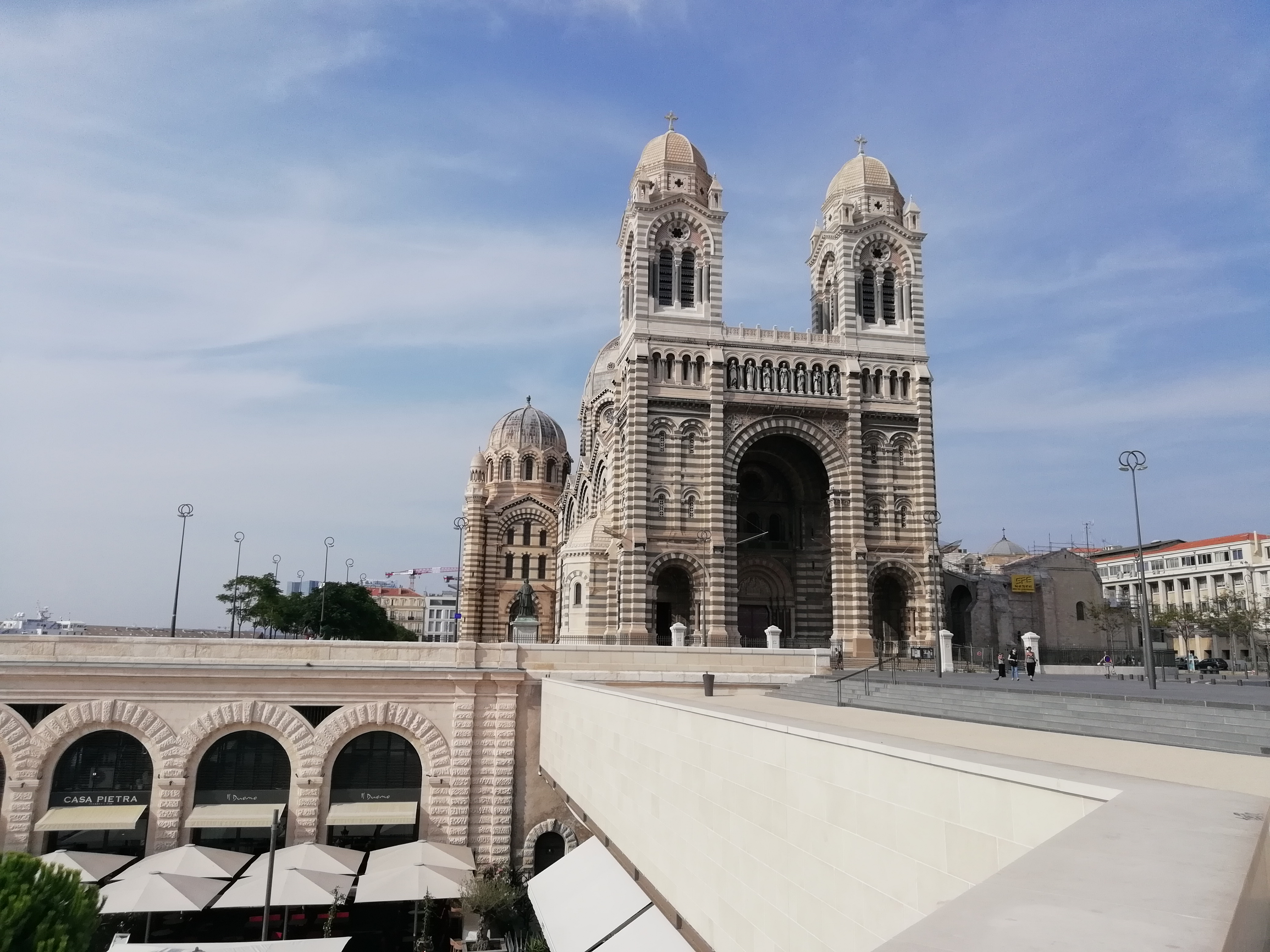
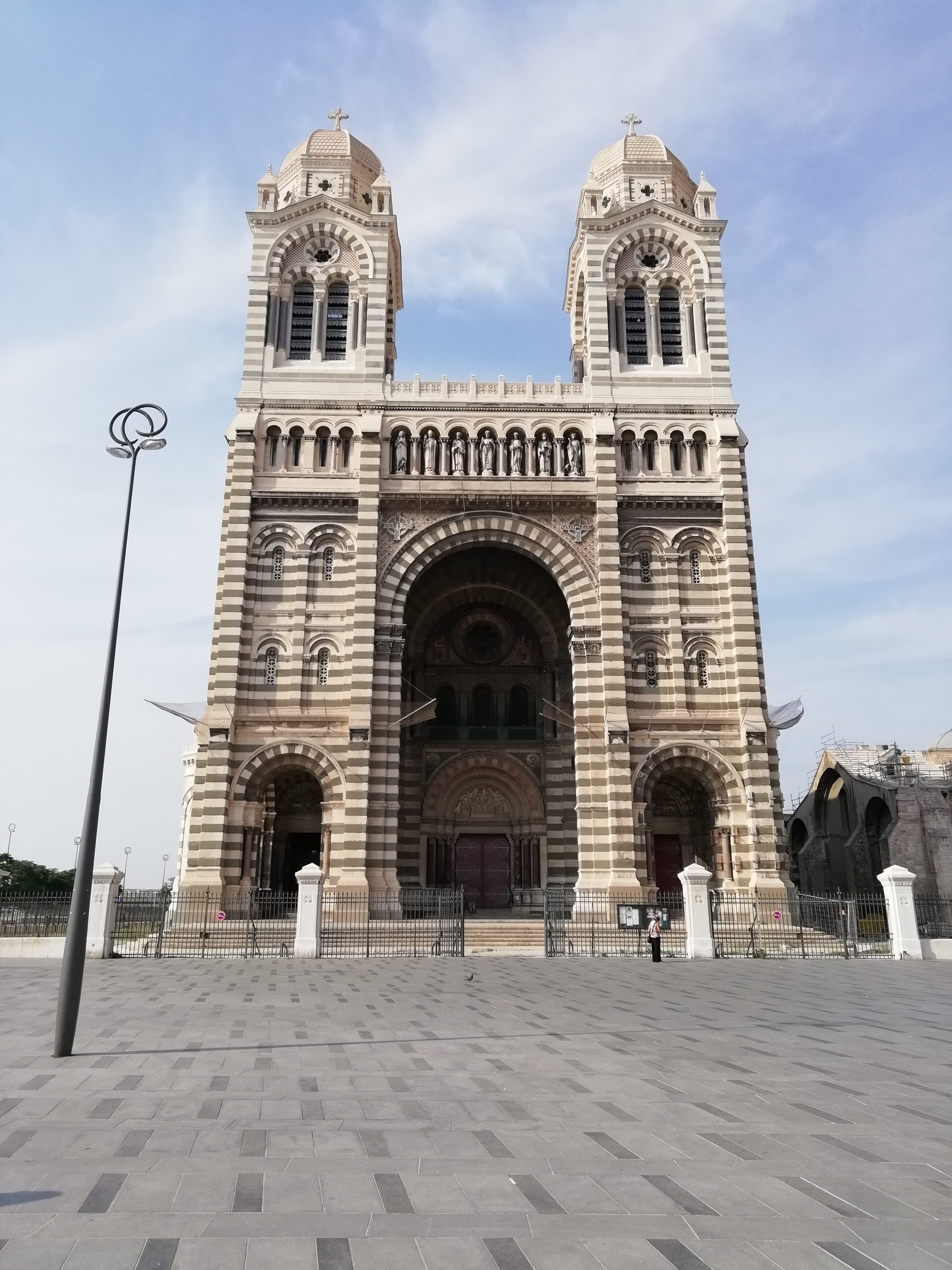